# Laghetto di Astano
Il laghetto di Astano è un lago prealpino. Si trova nel territorio di Astano, nel Malcantone.

## Caratteristiche
Le sponde del lago, che si trova a 600 m s.l.m., sono formate da detriti e materiale alluvionale. Nel lago si innesta, da nord, un torrente.

## Fauna

### Pesci
Il lago è popolato da trote fario, che vengono periodicamente reimmesse nelle sue acque.

## Attività economiche
Il lago è di proprietà del comune di Astano. Nel complesso balneare, anch'esso del comune, all'inizio progettato dall'architetto Giuseppe Amadò, sono disponibili cabine e servizi e viene praticata la pesca sportiva. Le rive del lago ospitano anche un chioschetto per la vendita di bibite.